# Lukáš Pollert
Lukáš Pollert (ur. 24 marca 1970 w Pradze) – czeski kajakarz górski. Dwukrotny medalista olimpijski.
Startował w slalomie w kanadyjce-jedynce (C-1). W 1992 został mistrzem olimpijskim jeszcze w barwach Czechosłowacji. Cztery lata później zdobył srebrny medal. Karierę zakończył w 2000. Ukończył medycynę, prowadził videoblog.

## Starty olimpijskie (medale)
Barcelona 1992
- C-1 slalom – złoto

Atlanta 1996
- C-1 slalom – srebro